# Dolly (1987)
The Dolly Show, también conocido simplemente como Dolly, es un programa de televisión de variedades originalmente emitido entre el 27 de septiembre de 1987 y 7 de mayo de 1988.
La serie fue creada por la cantante y actriz Dolly Parton, con la ayuda de su representante Sandy Gallin. La idea surgió después de que ambos coincidieran con la cadena ABC en que debían volver a emitirse programas musicales, los cuales habían resultado ser muy exitosos en décadas anteriores, como el caso de The Porter Wagoner Show, The Sonny and Cher Comedy Hour o The Ed Sullivan Show. El ciclo fue producido por la Sandollar Productions, cuyos dueños son Parton y Gallin, productores de la serie.
En el programa, la cantante realizaba monólogos humorísticos, interpretaciones musicales y entrevistas a personalidades famosas del ambiente artístico. A pesar de que tuvo un gran éxito de crítica, sólo se mantuvo al aire durante una temporada, entre 1987 y 1988. De hecho, ha recibido varios premios, entre ellos un Emmy.

## Datos del programa
El show era un típico ciclo de variedades, tildado de "tradicional", que combinaba entrevistas, invitados estelares y números musicales. Por la excelente labor que realizó Parton en ese ciclo, la ABC la contrató por dos años por US$44 millones de dólares.
Si bien el programa comenzó con altos índices de audiencia, con el pasar del tiempo, los ratings fueron decayendo notablemente.
Entre las estrellas invitadas que desfilaron se hallan Tammy Wynette, Merle Haggard, Tyne Daly, Bruce Willis, Emmylou Harris, Linda Ronstadt, Tom Petty, Tom Selleck, los Hermanos Neville, Dudley Moore, y Oprah Winfrey.
La apertura del programa contaba una cortina musical cantada por ella, su hit, "Baby I'm Burning" (luego fue reemplazada por "Hoedown-Showdown"); y al igual que su antiguo Dolly! Parton cerraba cada episodio con su canción "I Will Always Love You."
El programa no sólo se emitió desde los estudios centrales de la ABC en Los Ángeles, sino algunos de sus episodios fueron grabados en  Hawaii, New Orleans, Nashville y Thanksgiving.

## Recepción
En el año 1988, The Dolly Show recibió el premio Emmy en la categoría de mejor mezcla de sonido llevada a cabo en un programa musical o de variedades, por el episodio "Down in New Orleans". Además, Parton ganó el premio People's Choice a la mejor artista femenina y también a la intérprete favorita de un nuevo programa televisivo.

## Elenco
El reparto de la serie fue encabezado por Dolly Parton, quien produjo y presentó el programa. Ella estaba acompañada por un extenso grupo de humoristas y cantantes, quienes interactuaban con la artista y los invitados.

### Humoristas
- Ritch Brinkley, interpretó el personaje de "Charlie Boil".
- Sal López, interpretó el personaje de "Carlos".
- Walter Olkewicz, interpretó el personaje de "Bubba".

### Cantantes
- Richard Dennison
- Gene Miller
- Dave Rowland
- Howard Smith

## Premios y nominaciones

### Premios Emmy
- 1988: Mejor Mezcla de Sonido en un Programa Musical

### People's Choice Awards
- 1988: Intérprete favorita en un Nuevo Programa de TV (Dolly Parton)
- 1988: Artista Favorita (Dolly Parton)